# 东前波美拉尼亚县
东前波美拉尼亚县（Landkreis Ostvorpommern）是德国梅克伦堡-前波美拉尼亚州曾经的一个县，东北部与波兰接壤，首府安克拉姆。
在2011年梅克伦堡-前波美拉尼亚州的县改革中，东前波美拉尼亚县和于克-兰多县合并为前波美拉尼亚-格赖夫斯瓦尔德县，县治格赖夫斯瓦尔德。

## 地理
东前波美拉尼亚县北邻波罗的海，东南面与于克-兰多县，南面与梅克伦堡-施特雷利茨县，西面与代明县和北前波美拉尼亚县相邻，格赖夫斯瓦尔德市位于该县的北部。